# I. legija Armeniaca
Prva armenska legija (latinsko Legio prima Armeniaca), legija poznega Rimskega cesarstva. Ustanovljena je bila verjetno konec 3. stoletja. 
Njeno ime bi lahko pomenilo, da je bila prvotno del  rimskih oboroženih sil v provinci Armeniji. Kasneje je bila skupaj s svojo sestrsko II. armensko legijo vključena v rimsko mobilno armado. 
Legija se je leta 363 udeležila Julijanovega pohoda proti Sasanidskemu cesarstvu. Notitia Dignitatum omenja, da je bila legija okoli leta 400 pod poveljstvom magistra militum per Orientem.

## Vir
- Legio I Armeniaca, livius.org Arhivirano 2011-11-25 na Wayback Machine.